# NGC 2128
NGC 2128  è una galassia lenticolare situata nella costellazione della Giraffa, a una distanza di circa 141 milioni di anni luce dalla nostra Via Lattea.

## Scoperta
La galassia è stata scoperta il 27 dicembre 1886 dall'astronomo statunitense Edward Swift.